# 익안대군 영정
익안대군 영정(益安大君 影幀)은 대한민국 충청남도 논산시 연산면 원훈각에 있는 조선 태조 이성계의 셋째 아들인 이방의(1360∼1404)의 초상화이다. 1993년 12월 31일 충청남도의 문화재자료 제329호로 지정되었다.

## 개요
조선 태조 이성계의 셋째 아들인 이방의(1360∼1404)의 초상화이다.
이방의는 정조(이방과)의 아우이며 태종(이방원)의 형으로, 이성계의 아들 가운데 가장 야심이 적어 왕자의 난이 일어났을 때 중립을 지켰고 태종이 즉위하자 익안대군이 되었다.
비단 바탕에 채색하여 섬세한 화필로 그려놓은 초상화는 의자에 앉아있는 전신의 모습이다. 머리에 사모를 쓰고, 관복을 입고 있으며, 두 손은 소매 안으로 마주 잡아 보이지 않는다.
영조 10년(1734) 화공 장만득을 불러 그리게 하였다는 어필 기록이 남아 있으며, 현재 전주이씨 종중에서 보관해 오고 있다.

## 같이 보기
- 익안대군

## 참고 자료
- 익안대군영정 - 국가유산청 국가유산포털